# Cataleptoneta sbordonii
Espèce
Synonymes
- Paraleptoneta sbordonii Brignoli, 1968

Cataleptoneta sbordonii est une espèce d'araignées aranéomorphes de la famille des Leptonetidae.

## Distribution
Cette espèce est endémique de Turquie. Elle se rencontre dans les grottes Đnsuyu Mağarası dans la province de Burdur et Mustanini Mağarası dans la province d'Antalya.

## Publication originale
- Brignoli, 1968 : Due nuove Paraleptoneta cavernicole dell'Asia Minore (Araneae, Leptonetidae). fragmenta entomologica, vol. 6, p. 23-37.